# That’s Why God Made the Radio
That’s Why God Made the Radio — последний двадцать девятый студийный альбом американской рок-группы The Beach Boys, вышедший в 2012 году на лейбле Capitol Records.

## Об альбоме
That’s Why God Made the Radio первая за 16 лет студийная работа коллектива. Проект был начат в рамках программы празднования пятидесятилетия The Beach Boys, которая также включает мировое турне и телевыступления. 16 декабря 2011 года было объявлено, что Брайан Уилсон, Майк Лав, Алан Джардин, Брюс Джонстон и Дэвид Маркс вместе работают над новым альбомом и в апреле 2012 года отправятся на гастроли по миру. Брайан Уилсон перестал регулярно выступать с группой ещё в начале 1980-х годах (последнее совместное выступление состоялось в 1996 году). Алан Джардин был уволен из группы в 1998 году, а для Дэвида Маркса, записывавшегося с группой в 1962—1963 годах, этот альбом стал первой с того времени студийной работой в составе The Beach Boys.

## Список композиций
1. Think About the Days (Brian Wilson, Joe Thomas)
2. That’s Why God Made the Radio (Wilson, Thomas, Larry Millas, Jim Peterik)
3. Isn’t It Time (Wilson, Mike Love, Thomas, Millas, Peterik)
4. Spring Vacation (Wilson, Love, Thomas)
5. Private Life of Bill and Sue (Wilson, Thomas)
6. Shelter (Wilson, Thomas)
7. Daybreak Over the Ocean (Love)
8. Beaches in Mind (Wilson, Love, Thomas)
9. Strange World (Wilson, Thomas)
10. From There to Back Again (Wilson, Thomas)
11. Pacific Coast Highway (Wilson, Thomas)
12. Summer’s Gone (Wilson, Jon Bon Jovi, Thomas)

## Участники записи
The Beach Boys:
- Алан Джардин — вокал
- Брюс Джонстон — вокал
- Брайан Уилсон — вокал
- Майк Лав — вокал
- Дэвид Маркс — гитара, бэк-вокал

## Альбомные синглы
- «That’s Why God Made the Radio» (Capitol; 25 апреля 2012)